# Ресна
Ресна је насеље у пријестоници Цетиње у Црној Гори. Према попису из 2003. било је 13 становника (према попису из 1991. било је 17 становника).

## Демографија
У насељу Ресна живи 13 пунолетних становника, а просечна старост становништва износи 59,0 година (60,8 код мушкараца и 54,8 код жена). У насељу има 7 домаћинстава, а просечан број чланова по домаћинству је 1,86.
Ово насеље је у потпуности насељено Црногорцима (према попису из 2003. године), а у последња три пописа примећен је пад у броју становника.
|  |

| Демографија | Демографија | Демографија |
| Година      | Становника  | Становника  |
| ----------- | ----------- | ----------- |
|             |             |             |
|             |             |             |
|             |             |             |
|             |             |             |
| 1948.       | 141         |             |
| 1953.       | 127         |             |
| 1961.       | 63          |             |
| 1971.       | 68          |             |
| 1981.       | 48          |             |
| 1991.       | 17          | 17          |
| 2003.       | 13          | 13          |
|             |             |             |

| Етнички састав према попису из 2003.‍ | Етнички састав према попису из 2003.‍ | Етнички састав према попису из 2003.‍ | Етнички састав према попису из 2003.‍ | Етнички састав према попису из 2003.‍ |
| ------------------------------------ | ------------------------------------ | ------------------------------------ | ------------------------------------ | ------------------------------------ |
|                                      |                                      |                                      |                                      |                                      |
| Црногорци                            | Црногорци                            |                                      | 13                                   | 100,0%                               |
| непознато                            | непознато                            |                                      | 0                                    | 0,0%                                 |

| Година пописа     | 1948. | 1953. | 1961. | 1971. | 1981. | 1991. | 2003. |
| ----------------- | ----- | ----- | ----- | ----- | ----- | ----- | ----- |
| Број домаћинстава | 33    | 32    | 19    | 17    | 12    | 6     | 7     |

| Број чланова      | 1 | 2 | 3 | 4 | 5 | 6 | 7 | 8 | 9 | 10 и више | Просек |
| ----------------- | - | - | - | - | - | - | - | - | - | --------- | ------ |
| Број домаћинстава | 7 | 2 | 4 | 1 | 0 | 0 | 0 | 0 | 0 | 0         | 0      |

| Пол    | Укупно | Неожењен/Неудата | Ожењен/Удата | Удовац/Удовица | Разведен/Разведена | Непознато |
| ------ | ------ | ---------------- | ------------ | -------------- | ------------------ | --------- |
| Мушки  | 9      | 4                | 4            | 1              | 0                  | 0         |
| Женски | 4      | 1                | 3            | 0              | 0                  | 0         |
| УКУПНО | 13     | 5                | 7            | 1              | 0                  | 0         |

| Пол    | Укупно                    | Пољопривреда, лов и шумарство | Рибарство                            | Вађење руде и камена | Прерађивачка индустрија       |
| ------ | ------------------------- | ----------------------------- | ------------------------------------ | -------------------- | ----------------------------- |
| Мушки  | 2                         | 2                             | 0                                    | 0                    | 0                             |
| Женски | 3                         | 3                             | 0                                    | 0                    | 0                             |
| УКУПНО | 5                         | 5                             | 0                                    | 0                    | 0                             |
| Пол    | Производња и снабдевање   | Грађевинарство                | Трговина                             | Хотели и ресторани   | Саобраћај, складиштење и везе |
| Мушки  | 0                         | 0                             | 0                                    | 0                    | 0                             |
| Женски | 0                         | 0                             | 0                                    | 0                    | 0                             |
| УКУПНО | 0                         | 0                             | 0                                    | 0                    | 0                             |
| Пол    | Финансијско посредовање   | Некретнине                    | Државна управа и одбрана             | Образовање           | Здравствени и социјални рад   |
| Мушки  | 0                         | 0                             | 0                                    | 0                    | 0                             |
| Женски | 0                         | 0                             | 0                                    | 0                    | 0                             |
| УКУПНО | 0                         | 0                             | 0                                    | 0                    | 0                             |
| Пол    | Остале услужне активности | Приватна домаћинства          | Екстериторијалне организације и тела | Непознато            | Непознато                     |
| Мушки  | 0                         | 0                             | 0                                    | 0                    | 0                             |
| Женски | 0                         | 0                             | 0                                    | 0                    | 0                             |
| УКУПНО | 0                         | 0                             | 0                                    | 0                    | 0                             |